# Spencer Heath
Spencer Heath (Viena, Virginia, 1876 - Leesburg, Virginia, 1963) fue un ingeniero, abogado, inventor, fabricante, horticultor, poeta, filósofo de la 
la ciencia y pensador social estadounidense. Anarquista y disidente de los puntos de vista económicos georgistas, fue pionero en la teoría de la gobernanza y la comunidad propietaria en su 
libro Citadel, Market and Altar. El nieto de Heath, Spencer MacCallum, popularizó y expuso sus ideas políticas en 1970, incluyéndolas en su libro The Art of Community.

## Vida y carrera técnica
Heath se graduó de la Escuela de Ciencia de Corcoran, en Washington D. C., en ingeniería eléctrica y mecánica. Mientras trabajaba para el Departamento de Marina obtuvo una licenciatura en Derecho en la Universidad Nacional de la Escuela de Derecho. En 1898 se casó con Johanna Maria Holm, una sufragista y amiga de Susan B. Anthony. Tuvieron tres hijas.
Como abogado de patentes y consultor de ingeniería de sus clientes se encuentran Simon Lake, constructor e inventor de submarinos, y Emile Berliner, inventor de la plana de registro en disco de fonógrafo. Heath ayudó a Berliner a diseñar y construir las primeras cuchillas de motor rotativo utilizadas en helicópteros. Heath desarrolló y produjo en masa por primera vez primera hélices de avión, incluyendo el 70 por ciento de las hélices utilizadas por los estadounidenses en la Primera Guerra Mundial. En 1922 mostró la primera hélice a motor controlada, variable y reversible.
En 1929 vendió sus patentes y las instalaciones de Bendix Aviation Corporation y se retiró a trabajar en proyectos en el sector hortofrutícola y en las ciencias naturales y sociales, incluyendo la investigación con el objetivo de sentar las bases de una auténtica ciencia natural de la sociedad.
Sus artículos sobre la ingeniería aeronáutica, fueron publicados por la Revista de la Sociedad Americana de Ingenieros Navales, la revista del Instituto Franklin y otras publicaciones técnicas. El International Who's Who lo lista en 1947-1949 y Who's Who in the East en 1948-1951.

## Ideología: El anarquismo heathiano
Heath es el creador de una teoría política que se ha denominado póstumamente anarquismo heathiano o heathianismo, una forma de anarcocapitalismo basada en la idea de comunidad voluntaria o comunidad propietaria presentada en su libro Citadel, Market and Altar (1957). Spencer MacCallum popularizó y expuso sistemáticamente la idea en su libro The Art of Community (1970). El anarquismo heathiano tiene como modelo las "propiedades multi-inquilinos" como hoteles, centros comerciales, parques industriales, y edificios de apartamentos. Las propiedades multi-inquilinos son lo contrario de la promoción tradicional de los bienes inmuebles; los promotores de las casas las alquilan en lugar de venderlas, y, por tanto, se encargan de prestar servicios a la comunidad - incluyendo servicios públicos tradicionales tales como agua, alcantarillado, mantenimiento de calles, seguridad ciudadana - para mantener el ingreso del alquiler y el valor de la tierra. Spencer MacCallum da tres argumentos en favor de la superioridad del modelo de arrendamiento heathiano frente al modelo de subdivisión de propiedades para una comunidad libertaria: autonomía individual, oportunidad empresarial, y calidad de vida de comunidad.
El origen de esta teoría proviene de una respuesta al georgismo. Alrededor de 1898, atraído por la posición favorable al libre comercio del georgismo, Spencer Heath se convirtió en secretario de actas del Chicago Single Tax Club y participó en el movimiento por 40 años. Ayudó en la formación de la Escuela Henry George en Nueva York y llevó a cabo seminarios públicos sobre la organización de la comunidad en la década de 1930. El director de la escuela Frank Chodorov más tarde lo despidió por apartarse de la línea georgista. Heath había rechazado la antipatía georgista hacia la tierra y había llegado a creer que la sociedad sólo puede superar su subordinación al Estado a través de un uso adecuado de la tierra. En 1936, autopublicó sus opiniones en una monografía titulada "Política versus Propietario." Fue la primera declaración del principio de comunidad propietaria. En 1952 The Freeman publicó el polémico escrito de Heath “Progress and Poverty Reviewed”, una crítica al argumento de la tierra de Henry George.
Heath completó su obra principal, Citadel, Market and Altar, en 1946, publicándola a través de su Science of Society Foundation, Inc. en 1957. En una reseña del libro la revista Manas Journal escribió: 

El Sr. Heath regresa a la relaciones socioeconómicas de la Inglaterra pre-normanda para la fundación de una sociedad ideal que combine la libertad y la justicia. Este es un libro serio, cuidadosamente elaborado con los planes y definiciones precisas. La noción de propiedad del Sr. Heath es muy parecida a la concepción de Gandhi de la administración de la riqueza: "En su sentido anglo-sajón, ahora sólo vagamente consciente, poseer implica deber. La propiedad incluía a todos los demás, no los excluía. Lo que era propiedad, principalmente la tierra, se tenía en la confianza, por así decirlo."

En 1970, en un número de The Libertarian Forum, (Vol. II #18), el prominente economista libertario Murray Rothbard escribió:

El objetivo heathiano es que ciudades y grandes áreas de tierra sean propiedad de empresas privadas particulares, que poseerán y rentarán la tierra y urbanizarán sobre la zona, ofreciendo todos los "servicios públicos" concebibles: policía, bomberos, caminos, tribunales, etc, de forma voluntaria mediante el pago de un alquiler. Heathianismo es Henry Georgismo parado de cabeza, como George, Heath y MacCallum proveerían todos los servicios públicos mediante alquiler, pero a diferencia de George, el alquiler será acopiado, y la tierra adueñada, por empresas privadas propietarias y no por el gobierno, y el pago, por lo tanto, será voluntario y no coercitivo. La 'comunidad propietaria' heathiana está, por supuesto, en marcado contraste con la comuna igualitaria desaliñada soñada por los anarquistas de izquierda.
—Murray Rothbard, "Fall Reading", The Libertarian Forum, Vol. II #18, septiembre 15, 1970

El mismo Heath escribió:

Para evitar la tiranía esencial (coerción) de la administración política, la autoridad propietaria, debidamente organizada, debe extender su jurisdicción, y por lo tanto sus ingresos, suministrando ella misma los servicios de policía y otros sin coerción, fuera de sus propios ingresos y bienes, y aumentar así sus propios valores y los ingresos voluntarios.

Las empresas o propietarios de mantenimiento de bienes inmuebles pueden competir en lo bien que pueden proteger a sus inquilinos de la delincuencia y de los impuestos, las dos fuentes de agresión para los anarcocapitalistas. El anarquismo postulado por Heath afirma que es más práctico crear enclaves libertarios donde se utilice propiedad en arrendamiento en vez de propiedad vitalicia, por ello se diferencia del modelo estándar anarcocapitalista de PDA (agencia privada de defensa) que prevé la competencia de organismos de seguridad dentro de la misma zona geográfica, más que una zona de propiedad.

## Influencias
Murray Rothbard basó gran parte de su crítica a Henry George sobre los escritos de Spencer Heath. Estos a su vez han influenciado a muchos libertarios. También se refirió a los puntos de vista de Heath sobre la comunidad varias veces en su libro Man, Economy, and State. El anarquismo heathiano ha sido el modelo para proyectos de comunidad intencional y "nuevo país" como la comunidad motel de K. Werner Stiefel en 1970 y el Atlantis Project.
El nieto de Heath, Spencer MacCallum mantiene los papeles de Heath en la Fundación Heather, de la cual es director MacCullum. Heath era amigo, e intercambió ideas del libre mercado, con el teórico de las monedas alternativas E.C. Riegel cuyos trabajos también son tenidos por la Fundación. MacCallum se ha basado en y promueve las ideas de su abuelo de la comunidad propietaria en su folleto de 1970 "The Art of Community" y muchos artículos, incluidos su artículos de 2003 The Enterprise of Community: Market Competition, Land, and Environment y "Looking Back and Forward" (que describe la influencia de su abuelo) y su artículo de 2005 sobre la organización social sin Estado "From Upstate New York to the Horn of Africa."
Las visiones de Heath sobre el alquiler se discutieron en el libro de 1959, de John Chamberlain, The Roots of Capitalism y el libro del año 2000 de Gus Dizerega, Power, and Polity: A Theory of Democratic Self-Organization. Sus opiniones sobre la comunidad fueron discutidas por John McClaughrey en el artículo de 1995 "Private Idahoes" en la Reason Magazine, un capítulo del libro del 2001 de City and Country llamado "The Completely Decentralized City: The Case for Benefits Based Public Finance" y el libro de Gabriel Joseph Roth de 2006 Street Smart: Competition, Entrepreneurship, and the Future of Roads.